# آنجل تیلور
آنجل مای تیلور خواننده و ترانه‌سرای پاپ ساکن منطقه لس آنجلس است. او تحصیلات موسیقی ندیده‌است.
آنجل مای تیلور که از مادرش لاتونیا تیلور و پدری بد سرپرست به دنیا آمد، کوچک‌ترین خواهر از پنج خواهر است. خواهر بزرگترش آبونی تیلور در فصل پنجم سریال برتر مدل بعدی آمریکا ظاهر شد. آنجل در سیلمار، کالیفرنیا و سانتا کلاریتا، کالیفرنیا زندگی کرده‌است.

## دیسکوگرافی
- Love Travels EP (2009)
- Love Travels LP (2009)
- موشن EP (2012)

1. ↑  "California Births, 1905 – 1995". Familytreelegends.com. Retrieved 2012-04-20.
2. ↑  Leahey, Andrew. "Biography: Angel Taylor". Allmusic. Retrieved 20 May 2010.